# Porricondyla consobrina
Porricondyla consobrina är en tvåvingeart som beskrevs av Ephraim Porter Felt 1919. Porricondyla consobrina ingår i släktet Porricondyla och familjen gallmyggor.
Artens utbredningsområde är Ontario. Inga underarter finns listade i Catalogue of Life.